# Echte Wiener 2 – Die Deppat’n und die Gspritzt’n
Echte Wiener 2 – Die Deppat’n und die Gspritzt’n ist nach dem ersten Teil, Echte Wiener – Die Sackbauer-Saga, die zweite Fortsetzung in Filmlänge der in den Siebzigerjahren vom österreichischen Rundfunk produzierten erfolgreichen Serie Ein echter Wiener geht nicht unter.
Der Film besteht, wie die ursprüngliche Serie auch, aus komischen sowie tragischen Elementen und wurde von der österreichischen Filmproduktionsfirma Bonus Film produziert.

## Handlung
Die Familie Sackbauer erbt nach dem Tod von Franzi „Nudlaug“ Vejvoda durch einen Autounfall in Irland überraschend dessen Villa mit großem Garten in einem Cottageviertel in Baden (Niederösterreich). Die Villa selbst ist in einem akzeptablen Zustand, der Garten jedoch weniger. Kurzerhand macht sich Mundl daran, den Garten mit Gartenzwergen, Laternen und viel Liebe auf Vordermann zu bringen.
Der Enkel von Mundl, René, hat jedoch andere Sorgen. Nicht nur die allgemein um sich greifende Wirtschaftskrise macht ihm zu schaffen, sondern vor allem aufgrund seiner insgeheimen Spielsucht ist er bankrott und muss sein Haus verkaufen. Als hätte René nicht schon genug Sorgen, erwischt er auch noch seinen siebzehnjährigen Sohn Edi mit dessen afrikanischstämmiger Freundin Jamila beim Haschischrauchen, worauf er die Nerven verliert und zu toben und schimpfen beginnt. Edi lässt sich das nicht gefallen und zieht mit Jamila von zuhause aus. Da Mundls Frau Toni mit Kai Uwe, dem Geliebten ihrer Tochter Hanni, kurzerhand nach Irland geflogen ist, um die Erbschaft zu regeln, meinen Edi und seine Freundin Jamila, dass sie vorübergehend beim „Mundl-Urli“ wohnen können, da dieser ja nun genug Platz haben sollte.
Mundl, nun Strohwitwer, lernt in der Zwischenzeit einen neuen Freund kennen, den „Sandler“ Motzl.
Karli und Irmi, Mundls Sohn und Schwiegertochter, werden ebenfalls involviert und kämpfen um das Wohl ihrer Kinder und um die Klarstellung ihrer Beziehung.
Nach der Rückkehr von Toni aus Irland findet sie Situationen und einen Mundl vor, mit denen sie nicht im Entferntesten gerechnet hätte. Der nette Nachbar, der gspritze Herr Rischka, schafft es sogar, die Sackbauers zu einem Opernbesuch zu bewegen. Am Ende bereiten sich die Sackbauers auf die große Überraschungsfeier der diamantenen Hochzeit von Mundl und Toni vor. Die Feier wird auch für alle anderen Anwesenden zur Überraschung.

## Entstehung und Konflikte
Sowohl Karl Merkatz als auch Ingrid Burkhard waren anfänglich von einer weiteren Fortsetzung nicht überzeugt, da sie fanden, es gäbe keine inhaltliche Relevanz mehr. Nachdem ihnen jedoch der Produzent das ursprüngliche Drehbuch von Ernst Hinterberger zeigte, entschlossen sich beide Schauspieler auch in der zweiten Fortsetzung die Hauptrollen zu übernehmen. Die Entscheidung über das Mitmachen von Karl Merkatz war für den Film eine Schlüsselentscheidung.
Da für die Produktion des Films wenig finanzielle Mittel zur Verfügung standen und somit auch beim Equipment gespart werden musste, legte der ursprüngliche Regisseur Kurt Ockermüller – der im ersten Teil Regie führte – seine Tätigkeit nieder, worauf Barbara Gräftner die Regie übernahm.
Die erste Fassung des Drehbuchs stammt von Ernst Hinterberger, der bereits für die Serie sowie für die erste Fortsetzung das Drehbuch schrieb. Nachdem Ernst Hinterberger durch Zufall die überarbeitete Version seines Drehbuchs zu lesen bekommen hatte, trat er als Autor zurück und verbot schriftlich der Produktionsfirma Bonus Film die Nennung seines Namens in Zusammenhang mit dem Projekt. Er begründete seine Entscheidung damit, dass er sich mit der bearbeiteten Fassung des Drehbuchs „in keiner Weise identifizieren“ könne und die Darstellung der Kultfigur „Mundl“ im Film dem „geistigen Vater-Mord“ gleichkomme.
Da Ernst Hinterberger durch die Differenzen bezüglich des Drehbuchs auf sein Honorar verzichtete, spendete die Produktionsfirma Bonus Film die Drehbuchgage von 37.500 € einem wohltätigen Zweck, um zum Ausdruck zu bringen, dass sich die Produktionsfirma keinen finanziellen Vorteil aus dem Rückzug Ernst Hinterbergers erhoffte.

## Produktion
Der Film wurde im Frühjahr und Sommer 2010 von der Filmproduktionsfirma Bonus Film gedreht. Die Dreharbeiten begannen am 31. Mai 2010. Da einige Szenen auch in Baden bei Wien gedreht wurden, wurde der Film vom Land Niederösterreich gefördert.
Der Großteil der ursprünglichen Schauspieler der Serie Ein echter Wiener geht nicht unter arbeiteten beim Film mit. Da der Schauspieler Götz Kauffmann (spielte die Figur des Hausmeisters Kurt Blahovec, der in der ersten Serienfortsetzung verstarb) Anfang 2010 selbst verstarb und die Handlung der zweiten Serienfortsetzung zeitlich – im Gegensatz zur Serie – unmittelbar an die erste Fortsetzung anknüpft, wurde der Tod des Schauspielers in die Handlung des Films mitaufgenommen.

## Sonstiges
„Echte Wiener 2 – Die Deppat’n und die Gspritzt’n“ wurde mit einem „Teaser-Video“ beworben, in dem Susanna Wiegand und Rainer Spechtl, die im Kinofilm als „Putzfrau Susi“ bzw. „Stallinger“ kleine Rollen spielen, als Hauptdarsteller in zwei anderen Rollen zu sehen sind.
Gegen Ende des Films hat Wolfgang Böck einen Cameoauftritt in seiner Rolle als Trautmann (ebenfalls aus der Feder von Ernst Hinterberger).

## Stammbaum
```
                                          Edmund Sackbauer --- Antonia geb. Novotny
                                                            |
                                               -------------------------------
                                               |                             |
(Fredi  --- Josefine -.- (Kurt      Irmi S. --- Karl S.     Franz Vejvoda -.- Johanna S. --- Kai Uwe Lembke (--- Britta)
Stadler) |  Stadler      Blahovec)           |                   †                        |
         |  ehem. B.              --------------------------                              |
         |                        |                        |                              |
         Lisa --.-.-.-.-.-.-.-.-- René S. -†- Ilse S.      Petra S. --- Margot            Olaf S.
                und Freundinnen   |           (1977–1998)
                                  |
                                  Edi S. --- Jamila Shermake
```